# 시안 (색)

옥색(玉色) 또는 사이언(영어: cyan, 덴마크어: cyaan)은 녹색과 파란색을 띄는 색이다. 490~520 나노미터 사이의 파장의 빛에 의해 만들어지며 파랑과 녹색 파장 사이에 위치한다.
RGB컬러에서는 라임과 파랑을 같은 비율로 섞었을 때 나타난다. 사이언을 한국어로 번역하면 청록색이 되나, 이것은 사이언과 다른 색이다.

## 의미

### 정치
- 오스트리아 국민당의 상징색이다.
- 한국 정당 중에 시안을 상징색으로 한 정당은 바른정당, 바른미래당, 새로운미래가 있다.

### 교통
- 수도권 전철 경의중앙선의 고유색이다.

### 축구
- 프랑스 리그 1의 올랭피크 드 마르세유의 로고와 원정 유니폼 색상이다.

### 기타
- 샤이니 (펄 아쿠아 그린)
- 소나무 (펄 사파이어 그린)
- 하츠네 미쿠

## 같이 보기
- 여러 언어에서의 파랑과 녹색의 구별